# Angel of My Dreams
Angel of My Dreams è il singolo di debutto della cantante britannica Jade, pubblicato il 19 luglio 2024 come primo estratto dal primo album in studio That's Showbiz Baby.

## Video musicale
Il video, diretto da Aube Perrie, è stato reso disponibile tramite il canale YouTube della cantante il 19 luglio 2024.

## Tracce
Testi e musiche di Jade Thirlwall, Mike Sabath, Pablo Bowman, Steph Jones, Bill Martin e Phil Coulter.
Download digitale, streaming
1. Angel of My Dreams – 3:17

7", CD, MC
1. Angel of My Dreams – 3:17
2. Angel of My Dreams (S.A.D. version - Slow. Angelic. Dramatic.) – 3:45

Streaming bundle - The Dreamixes
1. Angel of My Dreams (For the Club) – 2:54
2. Angel of My Dreams (The Blessed Madonna Remix) – 3:53
3. Angel of My Dreams (Jax Jones Y2J Remix) – 2:33
4. Angel of My Dreams (Scooter Remix) – 3:23
5. Angel of My Dreams (La La Remix) – 2:38
6. Angel of My Dreams – 3:17

Note
- La traccia contiene un'interpolazione di Puppet on a String (1967) eseguita da Sandie Shaw e vincitrice dell'Eurovision Song Contest 1967. Gli autori originali compaiono nei crediti della traccia.[5]

## Classifiche
| Classifica (2024) | Posizione massima |
| ----------------- | ----------------- |
| Estonia           | 81                |
| Irlanda           | 18                |
| Regno Unito       | 7                 |

## Riconoscimenti
- BRIT Award[8]
  - 2025 – Candidatura alla canzone dell'anno

- Popjustice £20 Music Prize[9]
  - 2024 – Candidatura alla miglior canzone britannica

- Rolling Stone UK Awards[10]
  - 2024 – Candidatura alla canzone dell'anno

- UK Music Video Awards[11][12]
  - 2024 – Miglior video editing
  - 2024 – Candidatura al miglior video pop
  - 2024 – Candidatura al miglior video dal vivo
  - 2024 – Candidatura alla miglior esibizione in un video
  - 2024 – Candidatura al miglior styling